# Alzek-Nunatak
Der Alzek-Nunatak (bulgarisch нунатак Алцек nunatak Alzek) ist ein felsiger und 170 m hoher Nunatak auf Greenwich Island im Archipel der Südlichen Shetlandinseln. Er ragt 700 m südöstlich des Lloyd Hill, 940 m östlich des Kotrag-Nunatak und 1,65 km westlich bis nördlich des Tile Ridge aus dem Murgasch-Gletscher auf. 
Die bulgarische Kommission für Antarktische Geographische Namen benannte ihn 2005 nach Alzek, einem protobulgarischen Khan des 7. Jahrhunderts in Italien.